# Sangalopsis alvona
Sangalopsis alvona là một loài bướm đêm trong họ Geometridae.